# مؤسسة حرية الصحافة
مؤسسة حرية الصحافة (بالإسبانية: La Fundación para la Libertad de Prensa؛ واختصارها "FLIP") هي منظمة غير ربحية لحماية الصحفيين المهددين في كولومبيا. وشارك إغناسيو جوميز في تأسيس هذه المنظمة في عام 1996 وعمل مديرًا للمجموعة حتى عام 2001. وفي عام 2010، وحصلت المجموعة على وسام شرف ولاية ميسوري للخدمة المتميزة في الصحافة من قبل مدرسة ميسوري للصحافة.